# Maureen Stapleton
Maureen Stapleton (Troy, Estado de Nueva York, 21 de junio de 1925-Lenox, Massachusetts, 13 de marzo de 2006) fue un actriz estadounidense, una de las grandes actrices del teatro estadounidense, en su madurez se popularizó gracias al cine y la televisión. 
Dos veces ganadora del Premio Tony (y cinco veces nominada), fue varias veces candidata al Premio Oscar, lo ganó por su interpretación de la activista Emma Goldman en la película Rojos de Warren Beatty (es la cuarta ganadora a actriz de reparto con las iniciales "M.S.", después de Maggie Smith, Meryl Streep y Mary Steenburgen).
En 1959 fue la primera actriz que conquistó tres categorías de nominación para un Oscar, Emmy y Tony y en 1981 se convirtió en la décima actriz merecedora de la "Triple corona" de actuación como ganadora de un Oscar, un Tony y un Emmy.

## Biografía
Maureen Stapleton nació el 21 de junio de 1925 en Troy (Nueva York), profesó la religión católica y era de ascendencia irlandesa.
En 1951, se consagró creando el papel de la viuda siciliana Serafina delle Rose en Broadway en La rosa tatuada de Tennessee Williams, con Elli Wallach. Reemplazaba a Anna Magnani, quien desistió por no dominar el idioma inglés, y por su interpretación Stapleton ganó el primer Premio Tony de su carrera. Años más tarde estrenó otro papel originalmente pensado para la Magnani: Lady Torrance en Orpheus descending del mismo autor conquistando una nominación al Tony.
En 1967 dirigida por Mike Nichols hizo Plaza Suite de Neil Simon con George C. Scott, posteriormente el dramaturgo le escribió The Gingerbread Lady por la que obtuvo un Premio Tony.
Fue nominada para un Premio Tony por su actuación en The Little Foxes en un duelo interpretativo con Elizabeth Taylor.
En 1981 fue incorporada al Hall de la fama del teatro y recibió el Actor's Studio Award en 1980.
En la película Interiores de Woody Allen compartió la escena con Geraldine Page, ambas fueron nominadas para el Oscar ese año.
Estuvo casada con el actor David Rayfiel durante 3 años y con Max Allentuck, padre de sus dos hijos (Daniel y Katherine), entre 1949 y 1959. 
Sostuvo un largo romance con el productor George Abbott. Fue amiga de Montgomery Clift, quien había sido compañero de reparto en Corazones solitarios y de Marlon Brando con quien compartió apartamento en los días del Actor's Studio.
En 1995 escribió su autobiografía A Hell of a Life con la colaboración de Jane Scovell.
Muere el 13 de marzo de 2006 en Lenox (Massachusetts) debido a problemas pulmonares crónicos.
Confesa alcohólica, no viajaba en avión y sólo se trasladaba en tren. Entre sus fobias más conocidas, caminar en el escenario porque pensaba que alguien la iba a matar mientras actuaba, característica que le daba gran naturalidad pero volvía locos a sus colegas de escena.

## Filmografía
- Corazones solitarios (1958)
- Panorama desde el puente (1962)
- Aeropuerto (película) (1970)
- Plaza Suite (Eso del matrimonio) (1971)
- Interiores (1978)
- Letters from Frank (1979)
- Rojos (1981)
- Cocoon (1985)
- Esta casa es una ruina (1985)
- Nuts (1987)
- Cocoon: el regreso (1988)
- Adictos al amor (1997)
- Willbur Falls (2002)

## Televisión
- El violinista en el tejado (1975)
- Among the Paths to Eden (1968) (ganadora de un Emmy por su interpretación)

## Teatro
- The Little Foxes, 1981
- The Gin Game, 1977
- The Glass Menagerie, 1975
- The Secret Affairs of Mildred Wild, 1972
- The Country Girl, 1972
- The Gingerbread Lady, 1970
- Norman, Is That You?, 1970
- Plaza Suite, 1968
- The Glass Menagerie, 1965
- Toys in the Attic, 1960
- The Cold Wind and the Warm, 1958
- Orpheus Descending, 1957
- All in One, 1955
- Richard III, 1953
- The Emperor's Clothes, 1953
- The Crucible, 1953
- The Rose Tattoo, 1951
- The Bird Cage, 1950
- Detective Story, 1949
- Antony and Cleopatra, 1947
- The Playboy of the Western World, 1946

## Premios y reconocimientos
Premios Óscar
| Año  | Categoría               | Película             | Resultado |
| ---- | ----------------------- | -------------------- | --------- |
| 1959 | Mejor Actriz de Reparto | Corazones solitarios | Nominada  |
| 1970 | Mejor Actriz de Reparto | Aeropuerto           | Nominada  |
| 1979 | Mejor Actriz de Reparto | Interiores           | Nominada  |
| 1982 | Mejor Actriz de Reparto | Rojos                | Ganadora  |

BAFTA
| Año  | Categoría               | Película   | Resultado |
| ---- | ----------------------- | ---------- | --------- |
| 1981 | Mejor Actriz de Reparto | Rojos      | Ganadora  |
| 1970 | Mejor Actriz de Reparto | Aeropuerto | Candidata |

Globos de Oro
| Año  | Categoría               | Película             | Resultado |
| ---- | ----------------------- | -------------------- | --------- |
| 1982 | Mejor Actriz de Reparto | Rojos                | Candidata |
| 1979 | Mejor Actriz de Reparto | Interiores           | Candidata |
| 1972 | Mejor Actriz de Reparto | Eso del matrimonio   | Candidata |
| 1971 | Mejor Actriz de Reparto | Aeropuerto           | Ganadora  |
| 1958 | Mejor Actriz de Reparto | Corazones solitarios | Candidata |